# Tipula (Pterelachisus) derbecki
Tipula (Pterelachisus) derbecki is een tweevleugelige uit de familie langpootmuggen (Tipulidae). De soort komt voor in het Palearctisch gebied.